# ハートンツリー
丘の上のオーべルジュ ハートンツリー（英: Heart'n Tree）は、北海道鶴居村にある宿泊施設・ファームレストラン。
株式会社丘の上のわくわくカンパニーが経営。農業体験と交流のNGO団体「WWOOF」（ウーフ）のホストとして、年間数十人の外国人の受け入れも行っている。

## 沿革
- 1999年（平成11年）：阿寒町（現・釧路市）生まれの服部佐知子が、地元の酪農を応援しようと、全ての料理に牛乳を使うファームレストランを開業。[5]
- 2000年（平成12年）：1棟貸しコテージを開設。1日1組限定で宿泊客の受け入れを開始。[6]
- 2011年（平成23年）：チーズ工房を開設。[7]
- 2015年（平成27年）：ゲストハウス「グーテンガーデン」を開設。[8]
- 2015年（平成27年）：釧路市出身の直木賞作家・桜木紫乃原作のドラマ「硝子の葦」にて、撮影ロケ地の舞台の一つに。[9]
- 2021年（令和3年）4月：レストランをリニューアルオープン。増築により広さが2倍以上となり、新しくピザ窯を導入。[10]
- 2023年（令和5年）：シェフの服部大地が、日本最大級の料理人コンペティション「RED U-35」にて、ブロンズエッグを受賞[11]。東急とJR北海道が運行する豪華観光列車「THE ROYAL EXPRESS～北海道クルーズトレイン」のシェフに抜擢[12]。

## 施設
宿泊施設・客室
- コテージ
- ゲストハウス（グーテンガーデン）

レストラン
- ファームレストラン

その他施設
- チーズ工房

## アクセス
- 北海道旅客鉄道（JR北海道）釧路駅から車で40分
- 釧路空港から車で40分
- 「釧路駅前バスターミナル」から阿寒バスで約1時間。最寄りのバス停は「グリーンパーク鶴居」。